# Ljudmila Kondratieva
Ljudmila Andrejevna Kondratieva (ryska: Людмила Андреевна Кондратьева), född 11 april 1958 i Sjachty, är en rysk före detta friidrottare (kortdistanslöpare) som under 1970- och 1980-talen tävlade för Sovjetunionen.
Kondratieva slog igenom vid EM 1978 i Prag där hon vann guld på 200 meter en hundradel förre Östtysklands Marlies Göhr. Vid EM inomhus 1980 slutade hon trea på 60 meter. Innan OS 1980 noterade Kondratieva ett nytt världsrekord på 100 meter när hon slog Göhrs gamla tid då hon noterade 10,87. OS-finalen blev också en kamp mellan dessa två där Kondratieva vann med en tusendels sekunds marginal. Dock skadade hon sig vilket gjorde att hon inte kunde delta på 200 meter eller i stafettlaget. 
Vid EM 1982 i Aten lyckades hon inte ta sig vidare till finalen på 100 meter. Inte heller lyckades hon vid VM 1983 ta någon medalj. Eftersom Sovjetunionen bojkottade OS 1984 i Los Angeles kunde hon inte försvara sitt guld. 
Kondratievas sista mästerskap blev OS 1988 i Seoul där hon blev semifinalist på 100 meter och bronsmedaljör på 4 x 100 meter. 
Kondratieva var gift med världsrekordhållaren i slägga Jurij Sedych, som nu är gift med Natalja Lisovskaja. Från äktenskapet med Sedych har hon dottern Oksana Kondratieva, VM 7:a 2013 i slägga för Ryssland, vars halvsyster Alexia Sedykh blev silvermedaljör för Frankrike vid JVM 2012 i slägga.